# Arabia (albedo)
Arabia és una característica d'albedo a la superfície de Mart, localitzada amb el sistema de coordenades planetocèntriques a 19.78 ° latitud N i 30 ° longitud E. El nom va ser aprovat per la UAI l'any 1958 i fa referència a la Badia Aonia, regió muntanyenca on vivien les muses.